# 瓦朗里

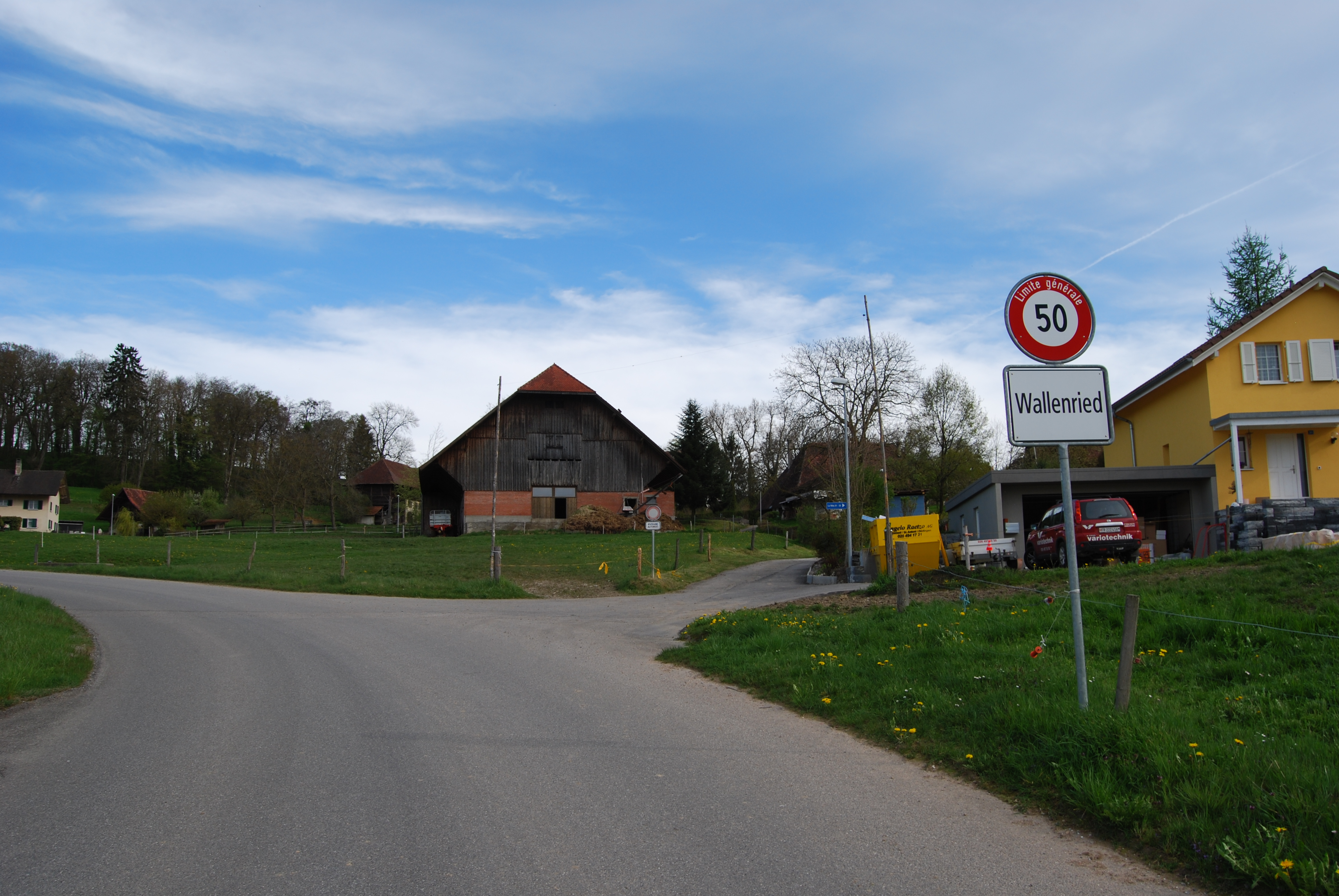

瓦朗里是瑞士的城鎮，位於該國西部，由弗里堡州負責管轄，面積3.86平方公里，海拔高度559米，2011年人口458，六成人口信奉羅馬天主教，人口密度每平方公里119人。

## 外部連結
- Official website （德文）